# 동물공희

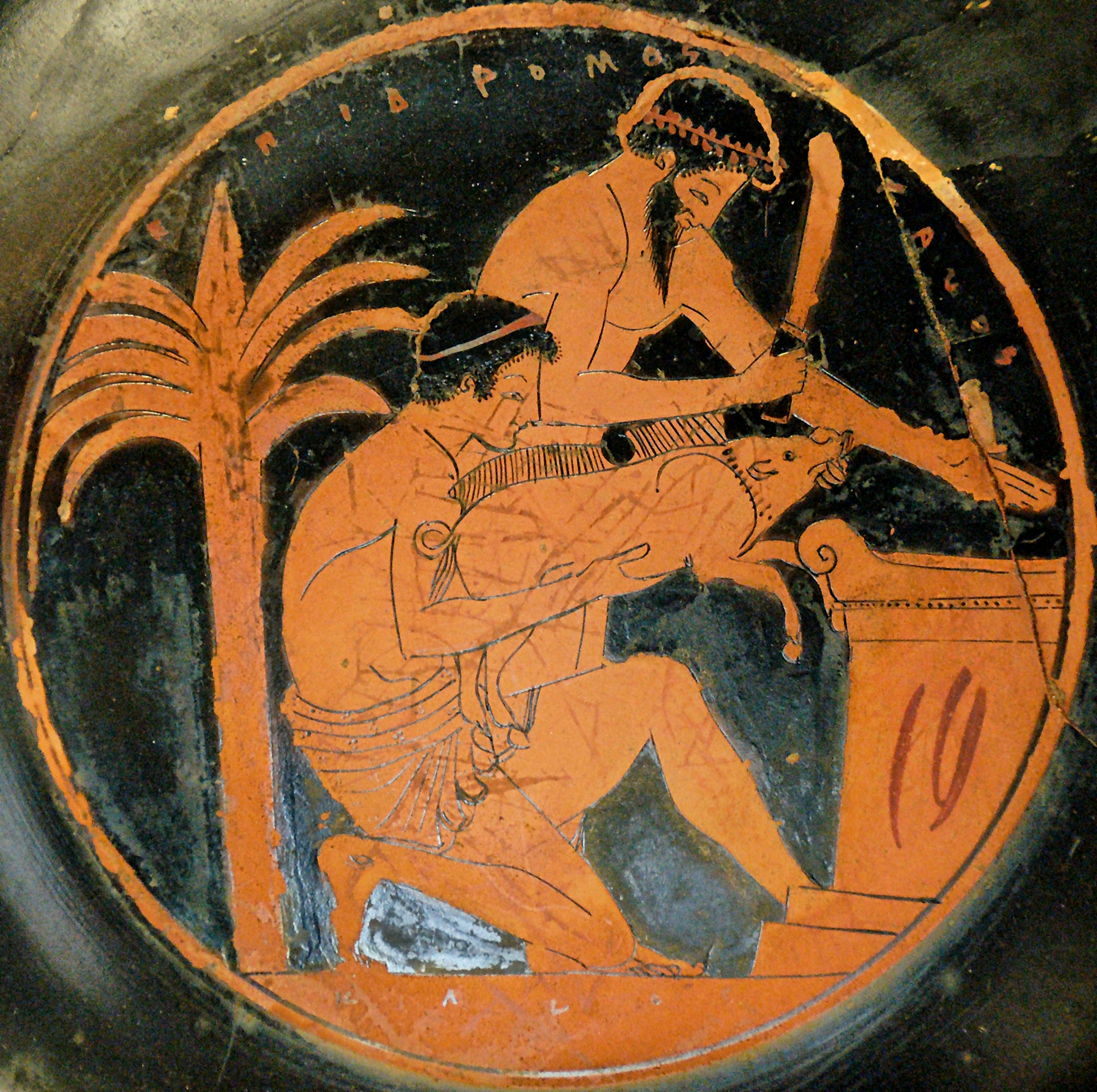
고대 그리스의 돼지 제물(기원전 510년 ~ 기원전 500년, 에피드로모스 화가, 루브르 박물관 컬렉션)

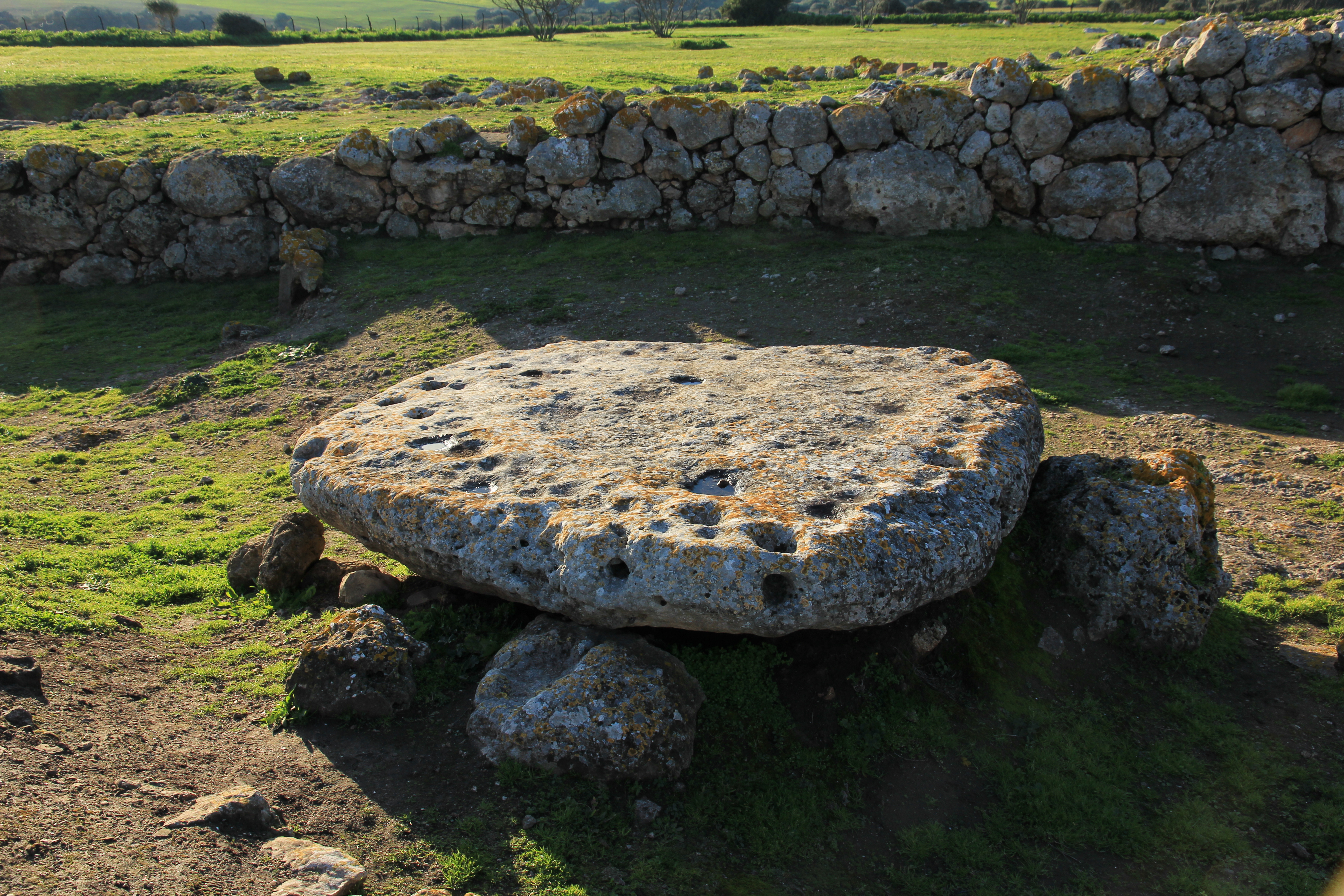
동물 희생이 발생한 사르데냐의 몬테다코디에 있는 제단 중 하나.

동물공희(Animal sacrifice)는 신을 달래거나 신의 축복을 유지하기 위한 의식의 일환으로 동물을 살해하고 그것을 신에게 봉헌하는 종교 의식이다. 동물 공희는 고대 후기에 기독교가 확산될 때까지 유럽과 고대 근동 전역에서 흔했으며, 오늘날 일부 문화나 종교에서도 계속되고 있다. 인신공양의 존재는 항상 훨씬 더 드물었다.
동물 제물의 전부 또는 일부만 신에게 봉헌될 수 있는데, 고대 그리스와 현대 그리스인과 같은 일부 문화권에서는 잔치에서 제물의 식용 부위는 대부분 먹고 나머지는 번제물로 태웠다. 다른 사람들은 번제라고 불리는 동물 제물 전체를 불태웠으며, 일반적으로 가장 좋은 동물 또는 동물의 가장 좋은 부위가 제물로 바쳐졌다.
동물 공희는 일반적으로 음식으로서의 정상적인 소비를 위해 종교적으로 규정된 동물 도살 의식 방법과 구별되어야 한다.
신석기 혁명 동안 초기 인류는 수렵채집사회에서 농업사회로 이동하기 시작하며 가축 사육이 확산되었다. 호모 네칸스에 제시된 가설에서, 신화학자 발터 부르케르트는 가축이 식량 공급에서 야생 사냥감을 대체함에 따라 가축의 희생 의식이 고대 사냥 의식의 연속선상으로서 발전했을 수 있다고 주장한다.

## 같이 보기
- 동물 복지
- 동물 숭배
- 인류학
- 민속 종교
- 인신공양

## 참고 문헌
- Hillary Rodrigues (2003). 《Ritual Worship of the Great Goddess: The Liturgy of the Durga Puja with Interpretations》. SUNY Press. ISBN 978-0-7914-8844-7.
- June McDaniel (2004). 《Offering Flowers, Feeding Skulls: Popular Goddess Worship in West Bengal》. Oxford University Press. ISBN 978-0-19-534713-5.
- Barik, Sarmistha (2009), "Bali Yatra of Sonepur" in Orissa Review, Vol.LXVI, No.2, September, pp. 160–62.
- Burkert, Walter (1972), Homo Necans pp. 6–22
- Burkert, Walter (1985), Greek Religion: Archaic and Classical, Harvard University Press, ISBN 0674362810
- Gihus, Ingvild Saelid. Animals, Gods, and Humans: Changing Ideas to Animals in Greek, Roman, and early Christian Ideas. London; New York: Routeledge, 2006.*Pasayat, C. (2003), Glimpses of Tribal an Folkculture, New Delhi: Anmol Publications Pvt. Ltd., pp. 67–84.
- Insoll, T. 2010. Talensi Animal Sacrifice and its Archaeological Implications. World Archaeology 42: 231–44
- Garnsey, Peter. Food and Society in Classical Antiquity. Cambridge: Cambridge University Press, 1999.
- Pasayat, C. (2009), "Kandhen Budhi" in Orissa Review, Vol.LXVI, No.2, September, pp. 20–24.
- Petropoulou, M.-Z. (2008), Animal Sacrifice in Ancient Greek Religion, Judaism, and Christianity, 100 BC to AD 200, Oxford classical monographs, Oxford University Press, ISBN 978-0-19-921854-7.
- Rosivach, Vincent J. The System of Public Sacrifice in Fourth-Century Athens. Atlanta, GA: Scholars Press, 1994.